# Eugenia leptoclada
Eugenia leptoclada är en myrtenväxtart som beskrevs av Otto Karl Berg. Eugenia leptoclada ingår i släktet Eugenia och familjen myrtenväxter. Inga underarter finns listade i Catalogue of Life.